# The Visit
The Visit – czwarty album studyjny kanadyjskiej wykonawczyni muzyki folkowej i celtyckiej Loreeny McKennitt wydany w 1991 roku.

## Lista utworów
Wszystkie utwory autorstwa Loreeny McKennitt, chyba że zaznaczono inaczej.
1. „All Souls Night” – 5:09
2. „Bonny Portmore” (melodia tradycyjna, adaptacja i aranżacja Loreena McKennit) – 4:21
3. „Between the Shadows” – 3:42
4. „Pani z Shalott” (słowa Alfred Tennyson, adaptacja i muzyka Loreena McKennitt) – 11:34
5. „Greensleeves” (melodia tradycyjna, aranżacja Loreena McKennitt) – 4:26
6. „Tango to Evora” – 4:10
7. „Courtyard Lullaby” – 4:57
8. „The Old Ways” – 5:44
9. „Cymbeline” (słowa William Shakespeare, muzyka Loreena McKennitt) – 5:07

## Informacje o utworach
- Utwór „All Souls Night” inspirowany był tradycją i mitologią Japonii oraz rytuałami dawnego celtyckiego święta Samhain.
- „Bonny Portmore” to tradycyjna ludowa piosenka irlandzka, której słowa wyrażają żal za wiekowymi lasami dębowymi, wycinanymi do celów wojskowych i szkutniczych, w szczególności za starym wielkim dębem rosnącym niegdyś na terenach zamku Portmore nad Lough Beg. Wersję Loreeny McKennitt wykorzystano w ścieżce dźwiękowej filmu Nieśmiertelny III.
- Utwór „The Lady of Shalott” oparty jest na poemacie Alfreda Tennysona pod tym samym tytułem.
- We wkładce do albumu autorstwo słów utworu „Greensleeves” przypisywane jest zgodnie z obiegową opinią królowi Henrykowi VIII. W rzeczywistości utwór ten najprawdopodobniej pochodzi z nieco późniejszej epoki, na co wskazuje jego styl wzorowany na kompozycjach włoskich, które do Anglii dotarły dopiero około 1550 roku[2].
- Utwór „Tango to Evora” wykorzystano w zrealizowanym w 1990 roku przez National Film Board of Canada filmie dokumentalnym o procesach czarownic pt. The Burning Times. Wersję utworu zatytułowaną „Nefeli's Tango” nagrała do słów własnego autorstwa grecka piosenkarka Haris Alexiou. Istnieje również turecka jego wersja zatytułowana „Çok Uzaklarda”, nagrana przez Nilüfer.
- Słowa „Cymbeline” zaczerpnięte zostały ze sztuki Williama Szekspira pt. Cymbelin.